# Jacqueline Feldmann

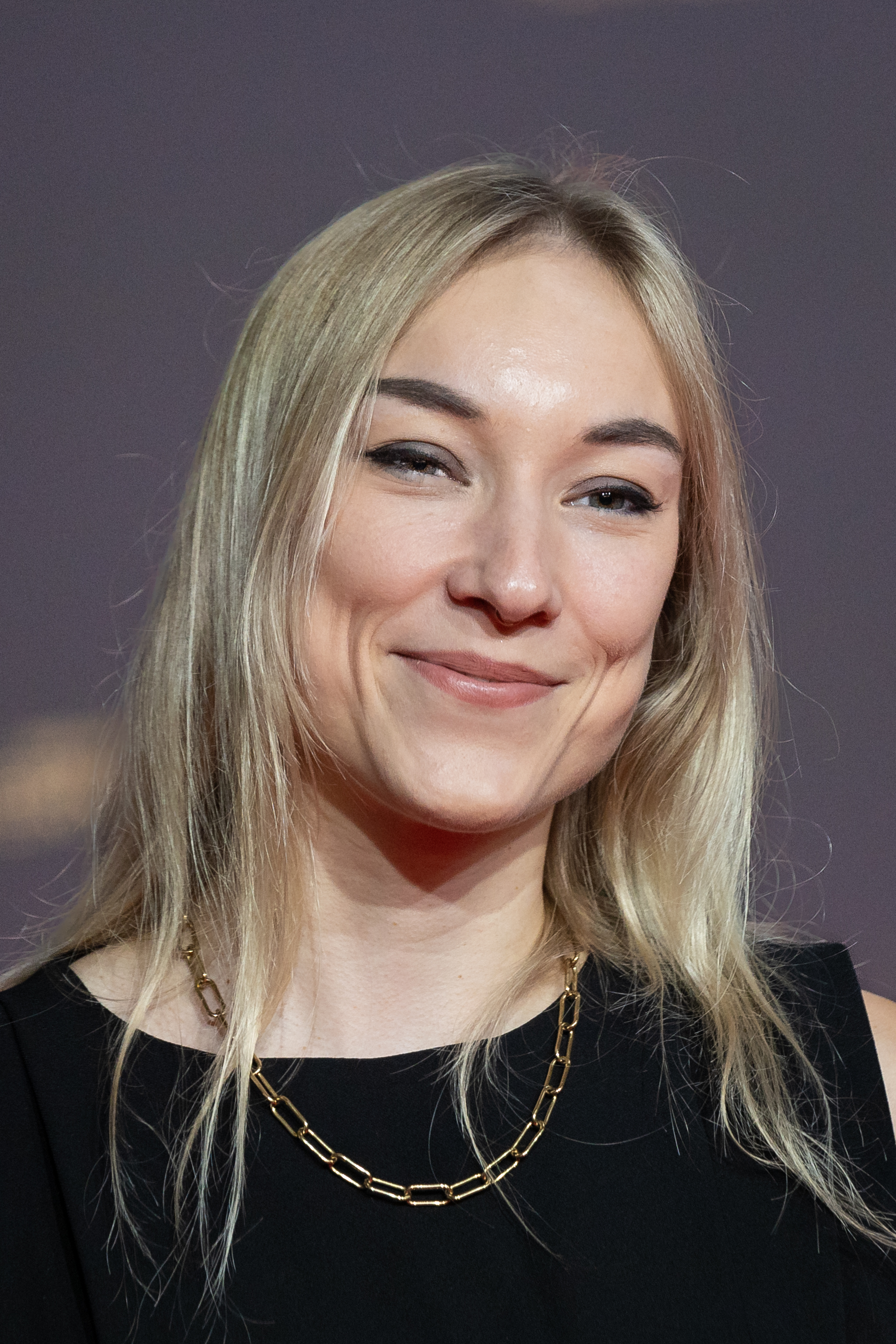
Jacqueline Feldmann (2024)

Jacqueline „Jacky“ Feldmann (* 18. Juni 1994 in Lüdenscheid) ist eine deutsche Stand-up-Comedienne und Moderatorin.

## Leben und Karriere
Jacqueline Feldmann begann 2010 nach ihrem Realschulabschluss eine Ausbildung zur Finanzbeamtin im Finanzamt von Lüdenscheid. Parallel zur Ausbildung im Finanzamt besuchte sie im Oktober 2011 in Köln einen Improvisations- und Comedyworkshop und hatte kurz darauf ihre ersten Stand-up-Comedy-Auftritte.

Ihren ersten Fernsehauftritt hatte sie Anfang 2013 beim RTL Comedy Grand Prix unter anderem mit Chris Tall und Luke Mockridge. Es folgten Auftritte unter anderem beim Quatsch Comedy Club, NightWash und der 1 Live Generation Gag. Darüber hinaus belegte Feldmann den ersten Platz beim NDR Comedy Contest.

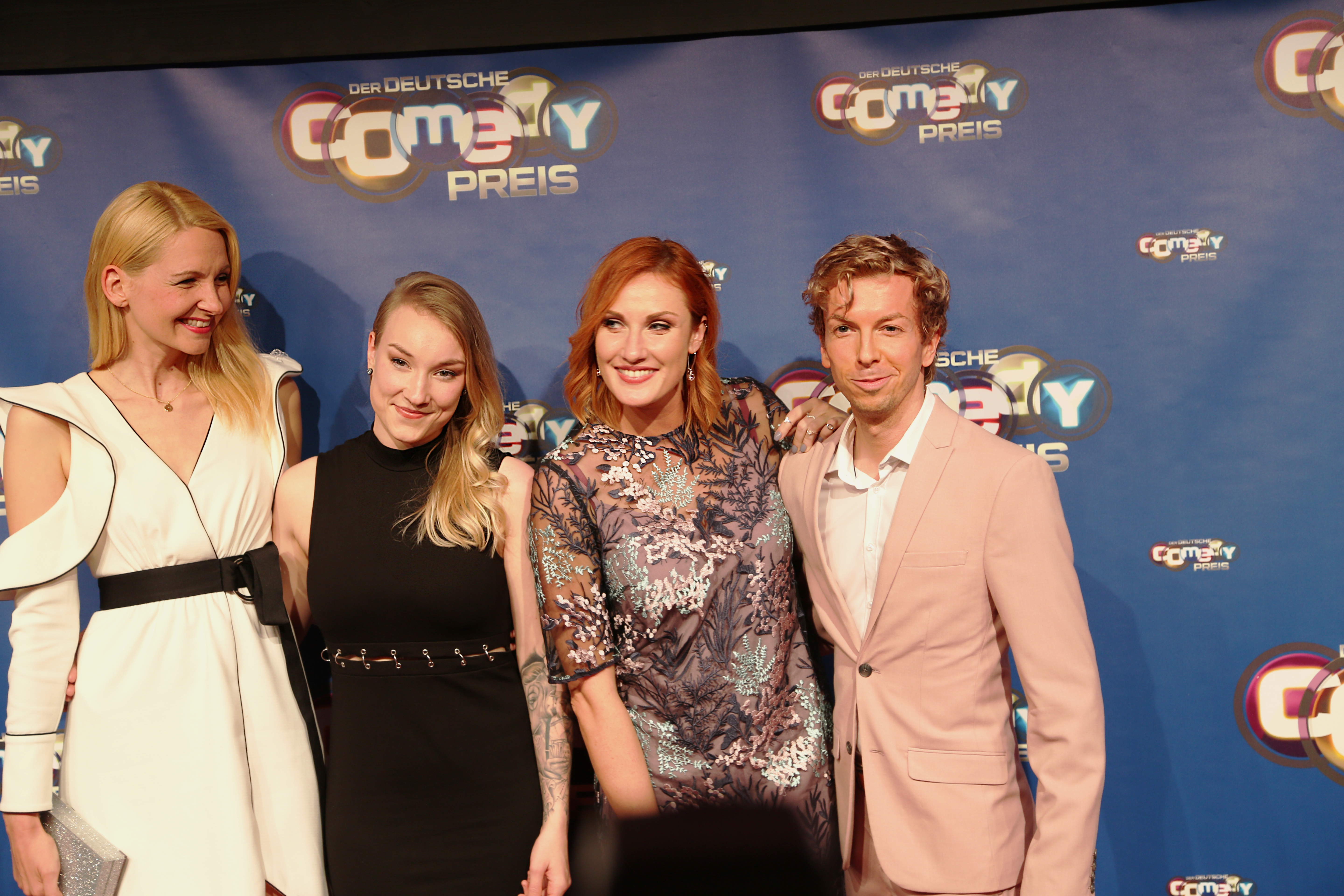
Constanze Behrends, Jacqueline Feldmann, Lena Liebkind und Marcel Mann beim Deutschen Comedypreis 2017

Von Dezember 2016 bis Dezember 2017 spielte sie in der für das öffentlich-rechtliche Online-Medienangebot funk produzierten Sketchsendung #OMG neben Youtubern wie Phil Laude von Y-Titty. Seit Oktober 2017 ist sie mit ihrem Stand-up-Comedy-Programm Plötzlich Zukunft! Konnt’ ja keiner wissen ... auf Tour.
Durch ihren Podcast Hodenlose Frechheit mit Tommy Toalingling lernte sie den Musikproduzenten Marti Fischer kennen. Anfang 2022 zog sie mit ihm nach Berlin in eine gemeinsame Wohnung.
Zudem ist Jacqueline Feldmann seit 2019 Moderatorin des Immecke Open Air Festivals in Plettenberg. Von September 2018 bis Juni 2019 sprach sie eine Rolle in der 1-Live-Radio-Comedy 2Girls1Chat. Dazu spricht sie die Baerbocki in der WDR-2-Radio-Comedy „Die Ampel WG“.
Der Fußballtrainer Roger Schmidt ist ihr Onkel.

## Auszeichnungen
- Recklinghäuser Hurz 2020 – Kleiner Hurz[12]
- NDR Comedy Contest 2017[13]